# Groupon

Groupon — американський сервіс колективних знижок, який був заснований в Чикаго в листопаді 2008 року. За допомогою сервісу користувачі можуть отримувати знижки в різні локальні заклади свого міста, такі як ресторани, кінотеатри, салони краси, автосервіси, навчальні центри та інші. Для отримання знижки необхідно купити купон на сайті, роздрукувати його і пред'явити в місці отримання послуги. Власники бізнесу використовують сервіс для залучення нових клієнтів.
Глобальна мережа Groupon охоплює 41,7 млн користувачів у 48 країнах. На сьогоднішній день в компанії працюють близько 11 000 співробітників. Кожного дня Groupon проводить більш ніж 2000 акцій в 1000 містах в усьому світі.

## Історія
Компанія Groupon була заснована Ендрю Мейсоном. У 2006 році він вирішив створити соціальну мережу, де люди змогли б не тільки спілкуватися, але й здійснювати разом якісь корисні дії. Результатом реалізації цієї ідеї став проект the Point — інтернет-платформа для організованих колективних дій. Спочатку платформа була націлена на об'єднання людей для організації заходів, написання колективних петицій або здійснення пожертв. Пізніше було прийнято рішення модифікувати його в сайт колективних покупок, зберігши ідею спільного вирішення певної задачі і несучи в ній комерційну складову. The Point був запущений в 2007 році. Першим інвестором проекту став Ерік Лефковскі.
У 2008 році в Чикаго був запущений сайт Groupon. У перші місяці відкриття компанії в ній працювало всього 7 чоловік. За перший рік існування, оборот сайту склав $ 94 млн.
До 2010 року в багатьох країнах світу з'явилися сайти, аналогічні Groupon. Згодом, виходячи на міжнародний ринок, Groupon купував компанії-аналоги, зміцнюючи свої позиції у відповідних країнах. Спочатку компанія розширювала свою присутність в Північній Америці. Після Чикаго Groupon вийшов на ринки Бостона, Нью-Йорка і Торонто. У квітні 2010 року Groupon з'явився в Канаді, в травні — в 15 країнах, в червні — ще в 7 країнах, в серпні 2010 року Groupon прийшов до Японії. До кінця 2010 року компанія мала представництва в 33 країнах світу. У 2011 році Groupon охопив ще 14 країн. У березні 2012 року своє першу пропозицію Groupon продав в Таїланді, в 48-й за рахунком країні. На український ринок компанія вийшла завдяки купівлі російського аналогічного сервісу darberry.ru, представництво якого було відкрито і в Україні.   
У 2011 році компанія створює окремі проекти Groupon Goods (товарні угоди), Groupon Getaways (туристичні пропозиції) і Groupon Live (продаж квитків на заходи). В листопаді цього ж року компанія Groupon вийшла на IPO та залучила понад $700 млн, а загальна оцінка компанії сягнула $12,7 млрд.   
У березні 2013 року генеральним директором Groupon Inc. став Ерік Лефковскі. У листопаді 2013 року, бізнес-модель компанії, технічна платформа і інтерфейс сайту були в значній мірі модифіковані; Groupon стає торговим майданчиком для локального бізнесу. Найбільш частими пропозиціями на сайті стали такі, які дозволяють цілком оплатити послугу прямо на сайті.    
У січні 2014 року Groupon придбав онлайн-гіпермаркет Ideeli. Сума угоди склала 43 мільйони доларів. В 2014 році компанія оголосила про інтеграцію з Apple Pay.     
За підсумками 2 кварталу 2014 року, понад 50% продажів на Groupon здійснюється за допомогою мобільного додатку. Мобільний додаток Groupon налічує понад 92 мільйонів завантажень.     

## Інвестиції
У грудні 2009 р. Groupon залучив $ 30 млн інвестицій від фонду Accel Partners і New Enterprise Associates, а в квітні 2010 р. — $ 135 млн від Digital Sky Technologies (DST, нині Mail.ru Group), DST Global і фонду Battery Ventures. У квітні 2010 року Groupon був оцінений в $ 1,36 млрд.
За повідомленнями в ЗМІ в жовтні 2010 року, компанія Yahoo! хотіла придбати Groupon більш ніж за 3 мільярдів доларів. У листопаді 2010 року Google запропонував 5,3 мільярда за покупку Groupon. Пропозицію було відхилено 3 грудня 2010 року.
У 2011 році компанія вийшла на IPO. Початкова ціна в перший день розміщення склала $ 20 за акцію. За підсумками IPO Groupon залучив $ 700 млн. У серпні 2013 року акції Groupon підскочили в ціні на 27%, а вся компанія подорожчала на $ 1,8 млрд до $ 7,3 млрд. Зростання акцій сталося за лічені хвилини після відкриття торгів на NASDAQ після того, як напередодні ввечері (вже після закриття біржі) компанія опублікувала звіт за II квартал 2013 року.